# Kamieniec (Strawczyn)
Kamieniec – część wsi Strawczyn w Polsce położona w województwie świętokrzyskim, w powiecie kieleckim, w gminie Strawczyn.
W latach 1975–1998 Kamieniec administracyjnie należał do województwa kieleckiego.